# Plagwitz

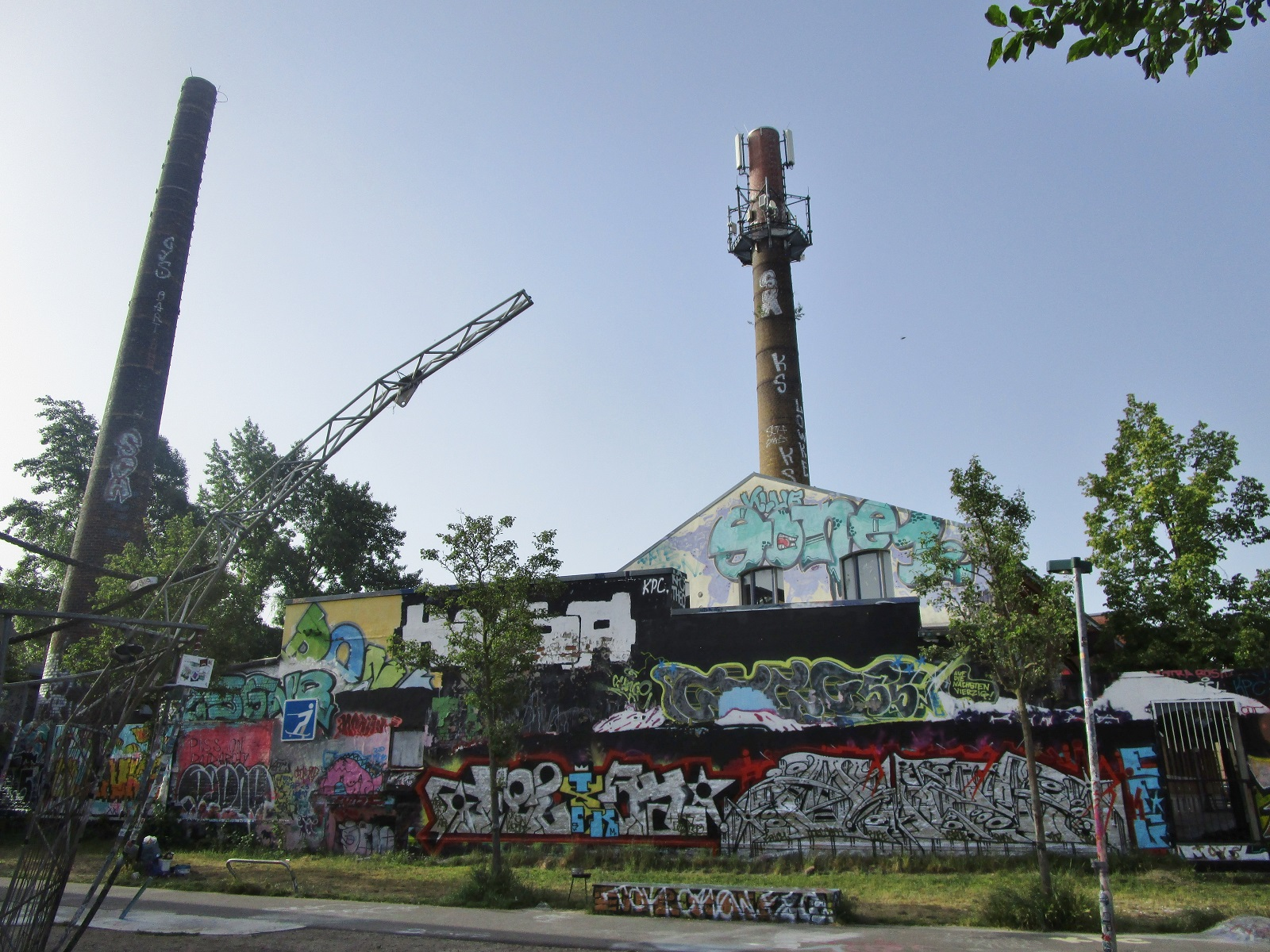
Äldre industri i området.

Plagwitz är en stadsdel i Leipzig som fram till 1891 var en egen kommun. Genom stadsdelen rinner Karl-Heine-Kanal. Under andra halvan av 1800-talet anlades mycket industri i Plagwitz. Under DDR stängde många av industrierna och byggnaderna stod tomma. På 2000-talet har kreativa verksamheter startats och stadsdelen har genomgått en gentrifieringsprocess. 

## Historia
1872 anslöts Plagwitz i Leipzigs spårvägsnät. 1873 anslöts Plagwitz till järnvägsnätet när järnvägen Leipzig–Probstzella stod klar. 1879 byggdes järnvägen Leipzig-Plagwitz–Markkleeberg-Gaschwitz. Till följd av industrialiseringen i Plagwitz byggdes en stor godsbangård, Leipzig-Plagwitz Industriebahnhof, för att kunna hantera mängden godsvagnar som gick till och från industrierna. 

## Kollektivtrafik
Leipzig-Plagwitz järnvägsstation trafikeras av regionaltåg på linjen Leipzig - Gera - Saalfeld, och S-tåg på S1 och S10 i S-Bahn Mitteldeutschland.

## Befolkning
1834 bodde 134 personer i Plagwitz. 1927 hade stadsdelen 18,300 invånare. 